# Лесниченко, Олег Александрович
Олег Александрович Лесниченко (16 марта 1967, Таганрог, Ростовская область) — советский и российский футболист, нападающий и полузащитник.

## Биография
Воспитанник спортивного класса таганрогской школы № 28.
На взрослом уровне дебютировал в 1984 году в составе таганрогского «Торпедо» во второй лиге. Позднее выступал во второй и второй низшей лиге за клубы «Дружба» (Майкоп), «Луч» (Азов), «Атоммаш» (Волгодонск), «Химик» (Белореченск).
В 1991 году играл во второй низшей лиге за узбекский клуб «Бинокор» (Бухара). После распада СССР провёл полсезона в первой лиге Узбекистана в составе команды «Нарын» (Хаккулабад).
Летом 1992 года перешёл в «Ведрич» (Речица). В его составе в высшей лиге Белоруссии сыграл 12 матчей и забил один гол. Автором гола стал 12 октября 1992 года в матче с «БЕЛАЗом».
В 1993 году выступал в переходной и второй лигах Украины за клуб «Прометей»/«Медита» (Шахтёрск). На следующий год вернулся в Россию, где до конца профессиональной карьеры играл за команды второй и третьей лиг — «Энергия» (Пятигорск), «Источник» (Ростов-на-Дону), «Торпедо» (Таганрог), «Спартак-Братский» (Южный), «Колос» (Таганрог).
Завершил профессиональную карьеру в возрасте 29 лет, затем несколько лет выступал в любительских командах Таганрога («Авангард-Колос-2», «Факел», «Металлург», «Красный котельщик-В») и в соревнованиях ветеранов.